# USS Tiburon (SS-529)
USS "Tiburon" (SS-529) – okręt podwodny typu Tench był jedynym okrętem US Navy noszącym nazwę pochodzącą od angielskiego  słowa tiburon, oznaczającego dużego rekina żyjącego w wodach otaczających Amerykę Środkową. Jego konstrukcja została zatwierdzona 19 lipca 1940 i budowę rozpoczęto w stoczni Boston Navy Yard, ale kontrakt anulowano 29 lipca 1944.